# Třída Absalon
Třída Absalon je třída protiponorkových fregat Dánského královského námořnictva. De facto se jedná o fregaty vybavené speciální víceúčelovou palubou, která umožňuje jejich nasazení do různých typů misí. Mohou fungovat jako válečné, výsadkové, záchranné či velitelské lodě. Postaveny byly dvě jednotky této třídy.
Původně byly obě jednotky třídy Absalon klasifikovány jako víceúčelové podpůrné lodě. Dne 19. října 2020 je dánské námořnictvo reklasifikovalo na protiponorkové fregaty. Zároveň byla změněna jejich trupová čísla (z L na F, značící fregaty).

## Stavba
Dánská loděnice Odense Staalskibsværft v Odense postavila dvě podpůrné lodě zařazené do služby v letech 2004–2005.
Jednotky třídy Absalon:
| Jméno                       | Zahájení stavby    | Spuštěna na vodu  | Uvedení do služby | Status  |
| --------------------------- | ------------------ | ----------------- | ----------------- | ------- |
| Absalon (F341, ex L16)      | 28. listopadu 2003 | 25. února 2004    | 19. října 2004    | aktivní |
| Esbern Snare (F342, ex L17) | 24. března 2004    | 21. července 2004 | 18. dubna 2005    | aktivní |

## Konstrukce

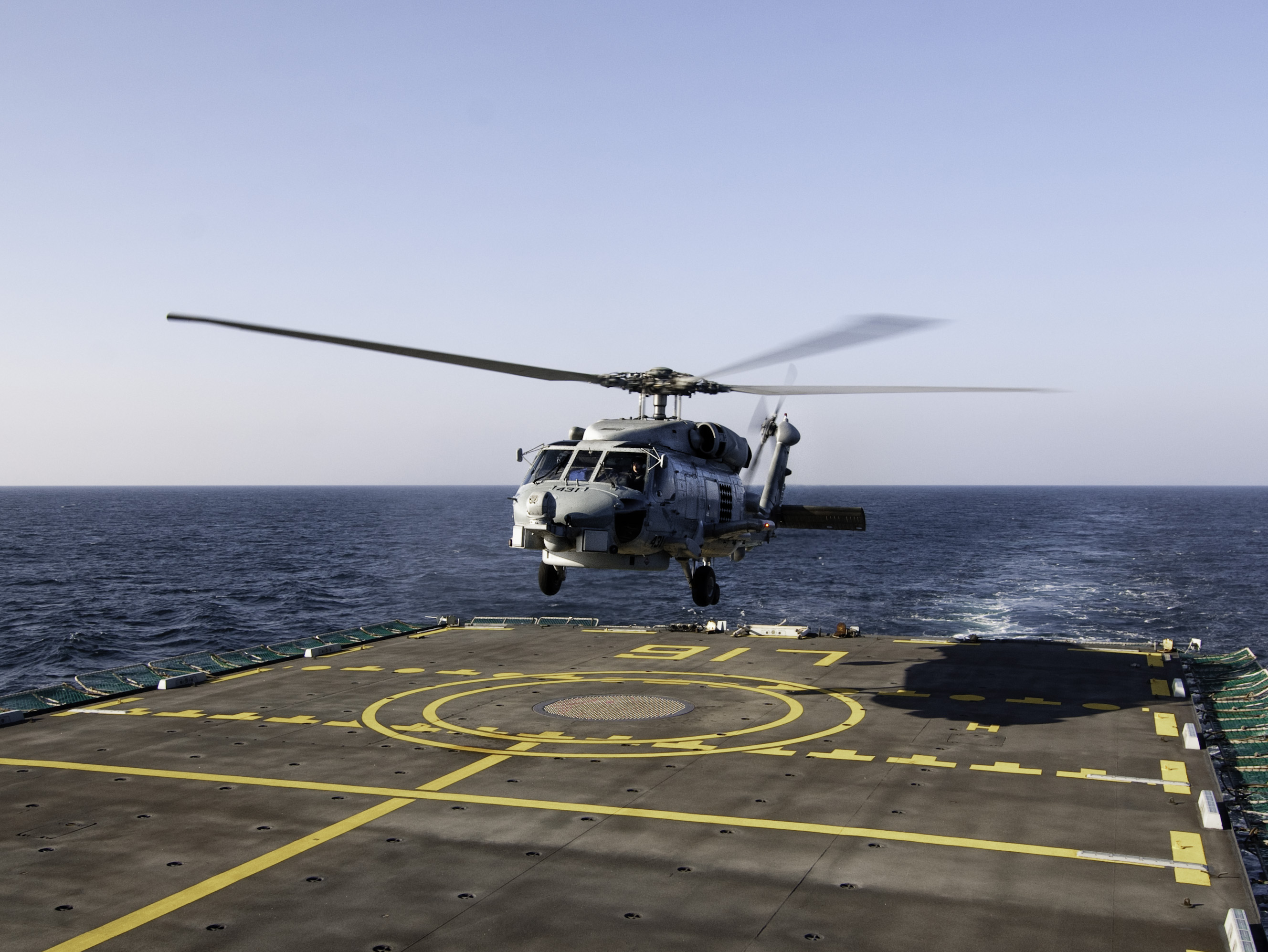
Přistávající vrtulník SH-60 Seahawk

Konstrukce lodí je odvozena od fregat, jsou však též vybaveny víceúčelovou palubou, přístupnou rampou na zádi a na boku lodi, která umožňuje nasazení lodí v různých druzích misí. Například na ní může být vytvořena palubní nemocnice, nebo uskladněno 300 min, náklad, vozidla či až sedm tanků Leopard 2. Tvar trupu a použité technologie dávají lodím vlastnosti stealth. Lodě jsou rovněž chráněny proti účinku biologických a chemických zbraní. Posádku tvoří 100 mužů, celkově ale mohou nést až 300 osob.
Na přídi se nachází dělová věž s jedním 127mm lodním kanónem Mk 45 Mod 4, který je vhodný k ostřelování pozemních cílů. Pro blízkou obranu slouží dva 35mm hlavňové systémy blízké obrany Oerlikon Millennium, účinné proti letadlům, vrtulníků a protilodním střelám. Hlavňovou výzbroj doplňuje šest 12,7mm kulometů. Ve středu lodí je pět vypouštěcích sil StanFlex pro umístění raketové výzbroje. Obvykle jsou to dva moduly nesoucí protilodní střely Harpoon Block II ve čtyřech raketometech Mk 141 a tři vertikální vypouštěcí sila Mk 48 Mod 3 pro protiletadlové řízené střely RIM-162 ESSM. Plánováno je vybavení lodí 324mm torpédomety Mk 32 Mod 14 pro lehká protiponorková torpéda Eurotorp MU 90.
Na zádi je přistávací plocha pro dva vrtulníky EH101. Pokud nenesou vrtulníky, mohou být na letové palubě umístěny nákladní kontejnery. Ze zádi lodí mohou být spuštěny dva rychlé čluny Storebro SB90E, sloužící pro operace speciálních jednotek. Čluny mají nosnost 9 mužů či 1 800 kg nákladu a rychlost 40 uzlů.
Pohonný systém tvoří dva diesely MTU 8000 a čtyři pomocné diesely Caterpillar 3508B. Nejvyšší rychlost je 23 uzlů. Dosah lodí je 9 000 námořních mil při 15 uzlech.

### Modernizace

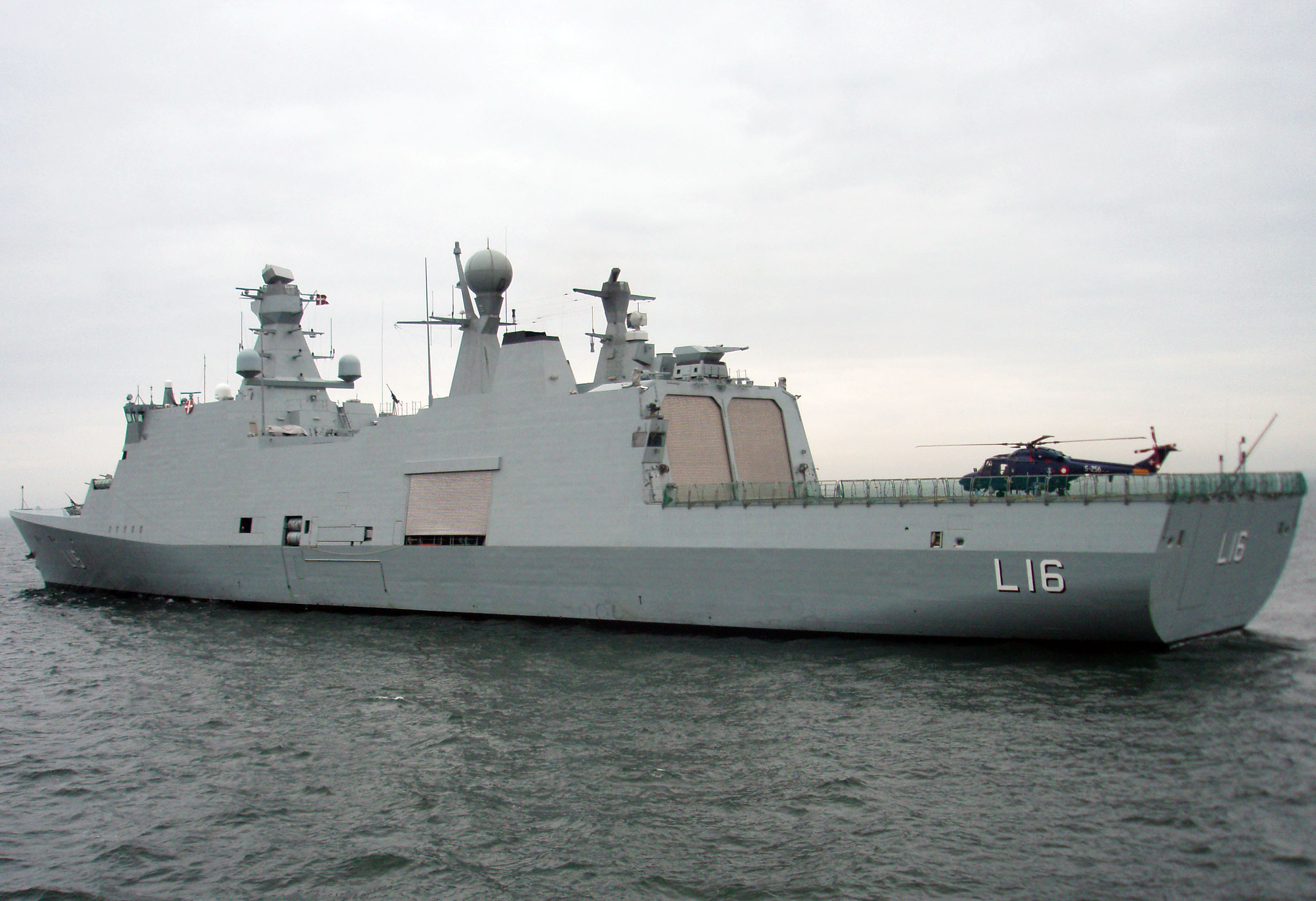
Absalon (L16)

Roku 2020 začaly práce na modernizaci třídy Absalon zaměřené na její schopnosti protiponorkového boje. Původní výběrové řízení bylo v červnu 2023 zrušeno z důvodu požadavků změněných po ruské invazi na Ukrajinu. Následně byl vypsán nový tendr na nízkofrekvenční sonary. V roce 2025 byla společnost Atlas Elektronik vybrána jako dodavatel nízkofrekvenčního vlečného sonaru s měnitelnou hloubkou ponoru. Uspěla s návrhem vycházejícím z typu Active Towed Array Sonar (ACTAS). Naopak neuspěla společnost Thales.